# Communauté de communes Cœur de Brenne
La communauté de communes Cœur de Brenne est une communauté de communes française, située dans le département de l'Indre, en région Centre-Val de Loire.

## Historique
- 29 décembre 2000[2] : création de la communauté de communes.
- 1er mars 2002 : modification des statuts.
- 26 décembre 2002 : adhésion de la commune de Martizay.
- 1er janvier 2013 : adhésion de la commune de Lingé, à la suite de la mise en place du schéma départemental de coopération intercommunale.

## Territoire communautaire

### Géographie
La communauté de communes se trouve dans l'ouest du département et dispose d'une superficie de 441,80 km2.
Elle s'étend sur 11, communes, dont 10 dans le canton du Blanc et 1 dans le canton de Saint-Gaultier.

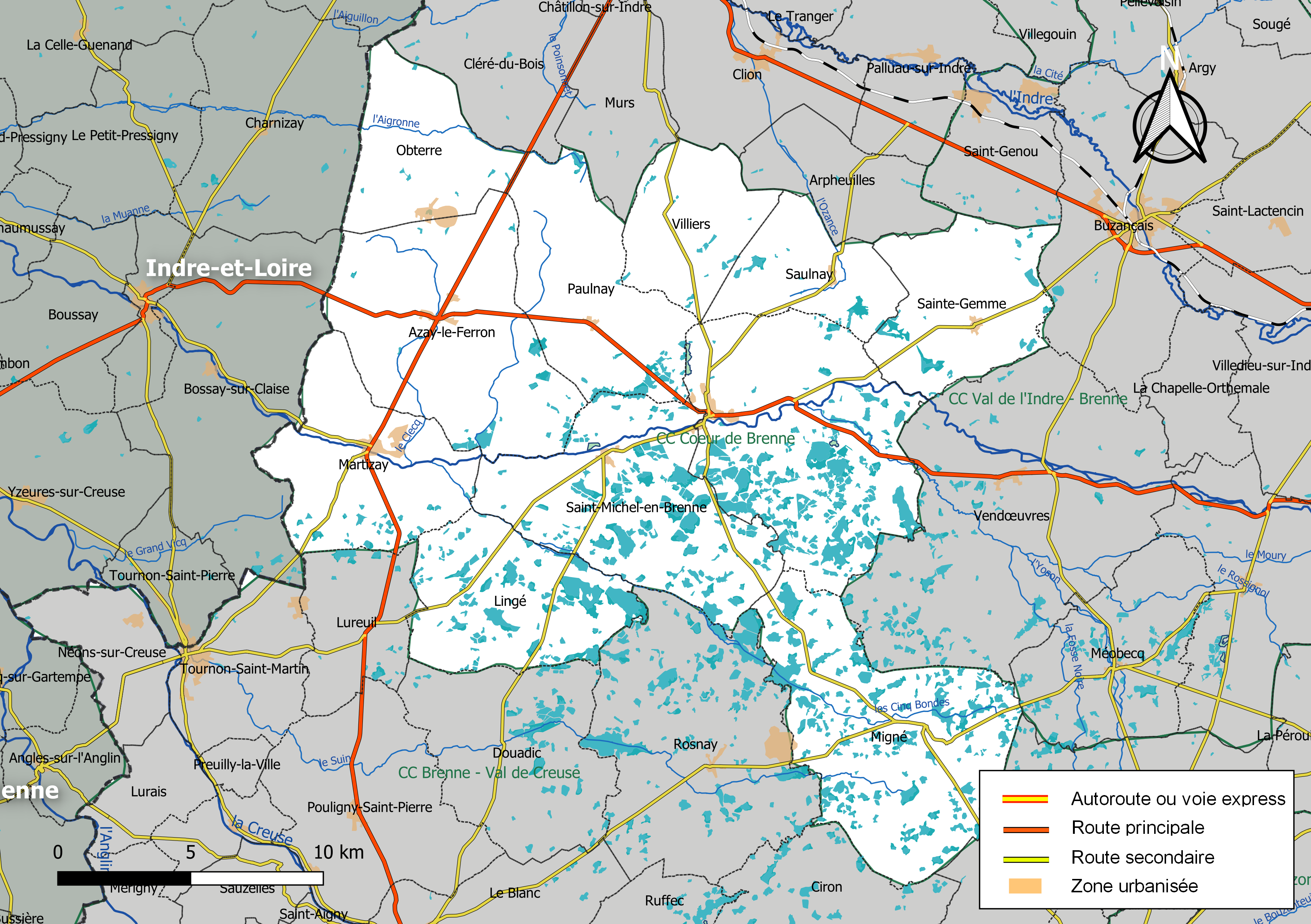
Carte de la communauté de communes Cœur de Brenne au 1er janvier 2019.

### Composition

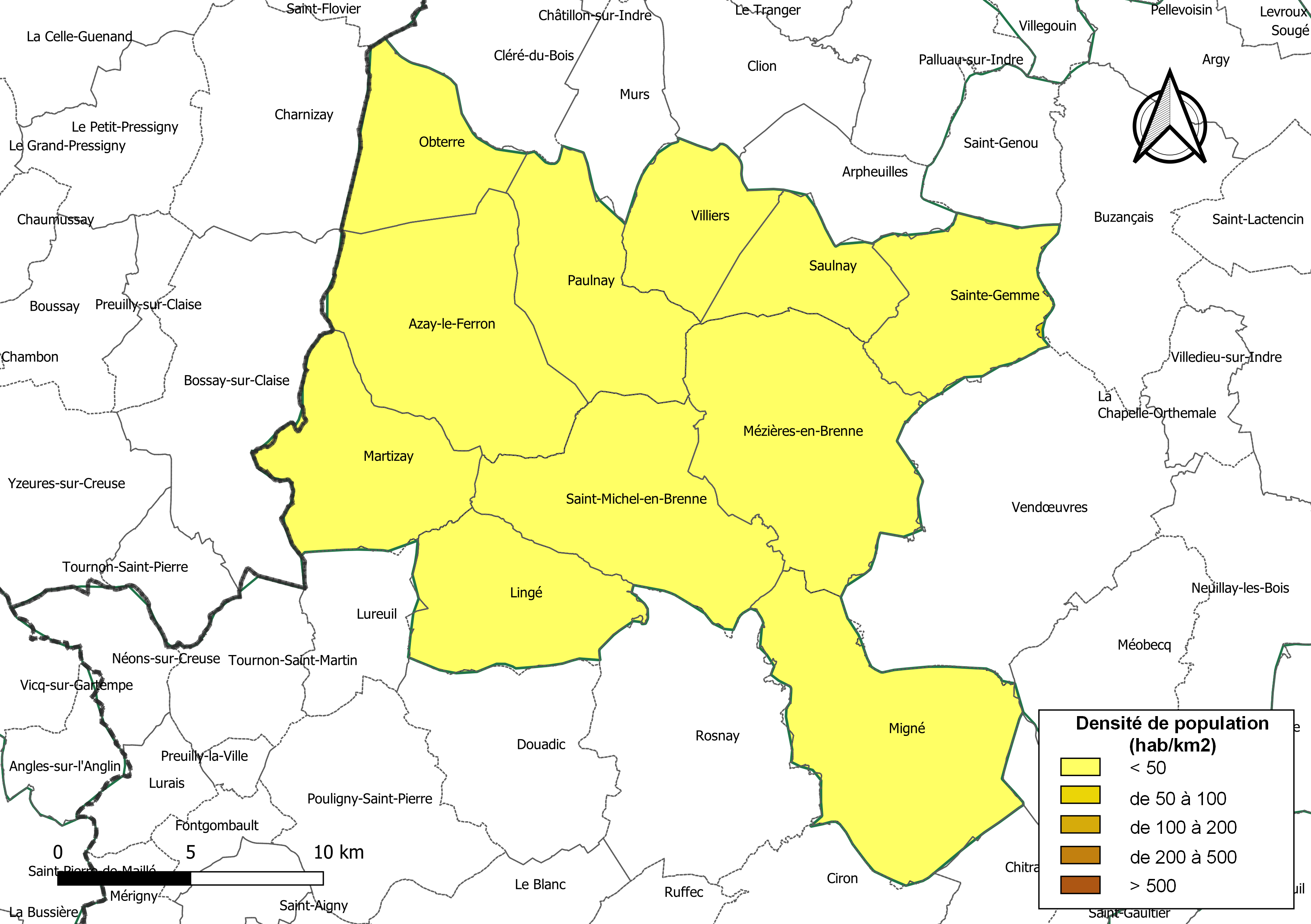
Carte des densités de population (millésimée 2016) des communes de la communauté de communes Cœur de Brenne. Composition en communes au 1er janvier 2019.

La communauté de communes est composée des 11 communes suivantes :

| Nom                            | Code Insee | Gentilé       | Superficie (km2) | Population (dernière pop. légale) | Densité (hab./km2) |
| ------------------------------ | ---------- | ------------- | ---------------- | --------------------------------- | ------------------ |
| Saint-Michel-en-Brenne (siège) | 36204      |               | 49,15            | 318 (2022)                        | 6,5                |
| Azay-le-Ferron                 | 36010      | Ferronnais    | 60,95            | 835 (2022)                        | 14                 |
| Lingé                          | 36096      | Lingeois      | 32,66            | 203 (2022)                        | 6,2                |
| Martizay                       | 36113      | Martizéens    | 39               | 950 (2022)                        | 24                 |
| Mézières-en-Brenne             | 36123      | Macériens     | 57,57            | 956 (2022)                        | 17                 |
| Migné                          | 36124      | Mignons       | 56,32            | 228 (2022)                        | 4                  |
| Obterre                        | 36145      | Obterrois     | 28,47            | 225 (2022)                        | 7,9                |
| Paulnay                        | 36153      | Paulinois     | 38,48            | 349 (2022)                        | 9,1                |
| Sainte-Gemme                   | 36193      | Saint-Gemmois | 32,5             | 257 (2022)                        | 7,9                |
| Saulnay                        | 36212      | Saulnaisiens  | 22,2             | 164 (2022)                        | 7,4                |
| Villiers                       | 36246      | Villaréens    | 24,53            | 174 (2022)                        | 7,1                |

### Démographie
| 2000  | 2006  | 2012  | 2017  | - | - |
| ----- | ----- | ----- | ----- | - | - |
| 5 065 | 4 914 | 5 061 | 4 745 | - | - |

## Administration

### Siège
Le siège de la communauté de communes est à Saint-Michel-en-Brenne, 1 rue du Prieuré,.

### Les élus
La communauté de communes est gérée par un conseil communautaire composé de 27 membres représentant chacune des communes membres et élus pour une durée de six ans.
Ils sont répartis comme suit :
| Nombre de délégués | Communes                                                                                |
| ------------------ | --------------------------------------------------------------------------------------- |
| 2                  | Lingé, Migné, Obterre, Paulnay, Saint-Michel-en-Brenne, Sainte-Gemme, Saulnay, Villiers |
| 3                  | Azay-le-Ferron                                                                          |
| 4                  | Martizay, Mézières-en-Brenne                                                            |

### Présidence
Le conseil communautaire du 17 avril 2014 a réélu son président, Jean-Louis Camus et désigné ses cinq vice-présidents qui sont : 
1. Christian Borgeais (commission finances, appel d'offres, affaires scolaires, enfance et sport) ;
2. Guy Valet (commission finances, appel d'offres, bâtiments et transition énergétique) ;
3. Jean-Michel Loupias (commission appel d'offres et service à la personne) ;
4. Christian Boislaigue (commission appel d'offres, voirie, ordures ménagères et environnement) ;
5. Sébastien Lalange (commission développement économique et aménagement du territoire, affaires scolaires, enfance et sport, service à la personne).

Ils forment ensemble l'exécutif de l'intercommunalité pour le mandat 2014-2020,,.
| Période          | Période  | Identité         | Étiquette | Qualité                     |
| ---------------- | -------- | ---------------- | --------- | --------------------------- |
| 29 décembre 2000 | En cours | Jean-Louis Camus | DVD       | Maire de Mézières-en-Brenne |

### Compétences
L'intercommunalité exerce les compétences, qui lui ont été transférées par les communes membres, dans les conditions fixées par le code général des collectivités territoriales, comme :
- la collecte des déchets des ménages et déchets assimilés ;
- le traitement des déchets des ménages et déchets assimilés ;
- la création, suppression, extension, translation des cimetières et sites funéraires ;
- la construction, aménagement, entretien, gestion d'équipements ou d'établissements sportifs ;
- les établissements scolaires ;
- les activités péri-scolaires ;
- les actions de soutien à l'enseignement supérieur ;
- les activités sportives ;
- le schéma de secteur ;
- les plans locaux d’urbanisme ;
- la création et réalisation de zone d’aménagement concertée (ZAC) ;
- la constitution de réserves foncières ;
- la organisation des transports non urbains ;
- la politique du logement étudiant ;
- la réalisation d'aire d'accueil ou de terrains de passage des gens du voyage ;
- les archives.

### Régime fiscal et budget
La communauté de communes est un établissement public de coopération intercommunale (EPCI) à fiscalité propre. Elle est sous le régime de la fiscalité professionnelle unique.
L'établissement perçoit la dotation globale de fonctionnement (DGF), la dotation de solidarité communautaire  (DSC), la taxe d'enlèvement des ordures ménagères (TEOM) et la taxe de séjour. En revanche elle ne perçoit pas la redevance d'enlèvement des ordures ménagères (REOM).
|                        | 2006        | 2007        | 2008        | 2009        | 2010        | 2011        | 2012        | 2013        | 2014        | 2015        |
| Budgets fonctionnement | 1 973 367 € | 2 259 435 € | 2 536 136 € | 2 595 529 € | 2 768 079 € | 2 885 759 € | 3 149 717 € | 3 371 515 € | 3 543 568 € | 3 617 375 € |
| Budgets investissement | 3 747 495 € | 4 169 312 € | 4 397 190 € | 3 357 742 € | 2 304 230 € | 1 910 279 € | 2 058 524 € | 1 846 790 € | 2 313 122 € | 2 221 263 € |
| Budgets total          | 5 720 862 € | 6 428 747 € | 6 933 326 € | 5 953 271 € | 5 072 309 € | 4 796 038 € | 5 208 241 € | 5 218 305 € | 5 856 690 € | 5 838 638 € |

|                        | 2016        | 2017        | 2018        | 2019        |
| Budgets fonctionnement | 3 569 898 € | 3 360 254 € | 3 651 140 € | 3 985 583 € |
| Budgets investissement | 2 343 140 € | 1 909 790 € | 1 833 209 € | 2 494 303 € |
| Budgets total          | 5 913 038 € | 5 270 044 € | 5 484 349 € | 6 479 886 € |

### Identité visuelle
Logos successifs de la communauté de communes.

Le logo de 2000 à 2018.
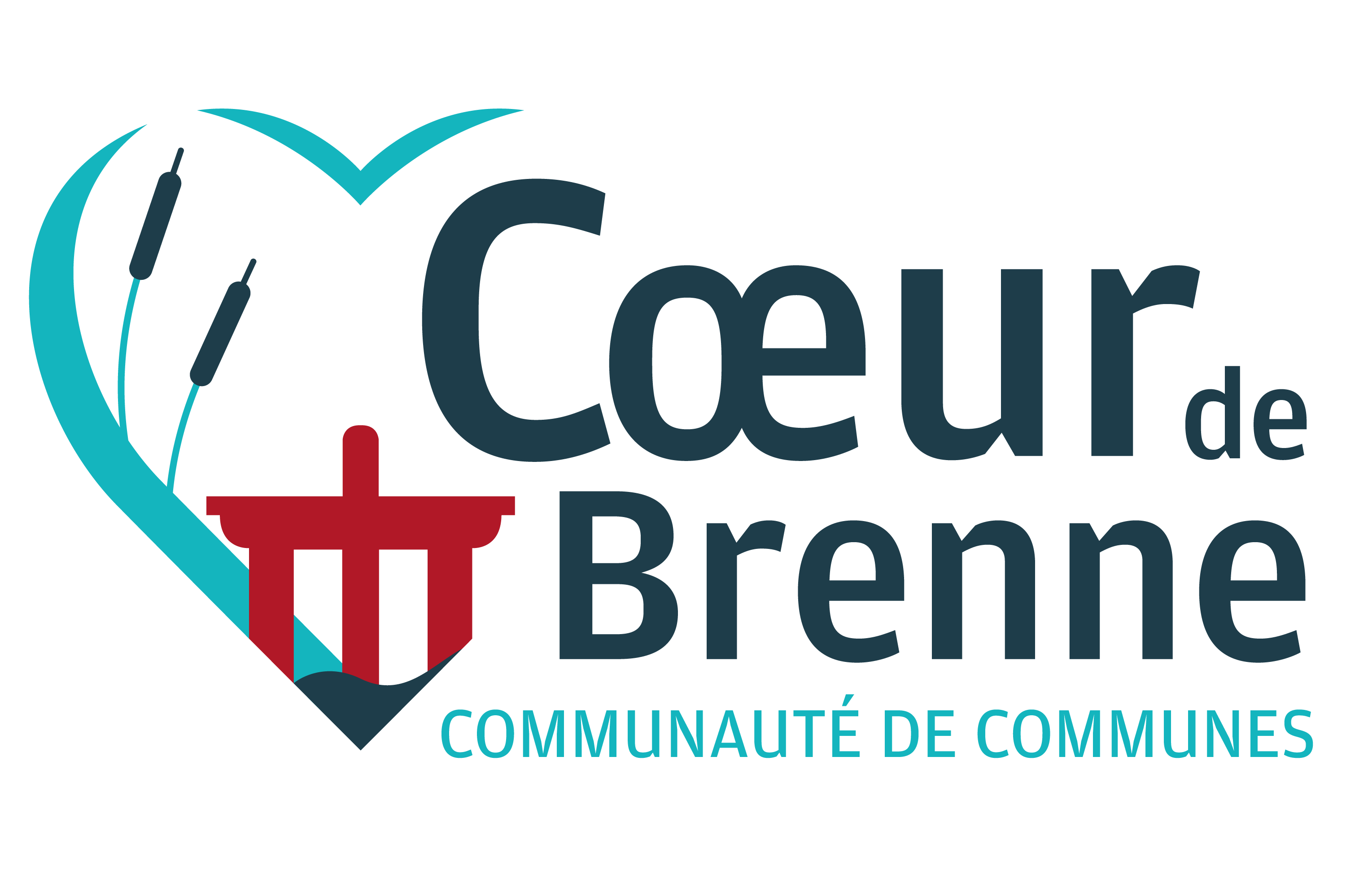
Le logo depuis 2019.